# Chaeyoung
Son Chae-young (hangul: 손채영; Seúl, 23 de abril de 1999), más conocida como Chaeyoung, es una cantante, modelo, y bailarina surcoreana, que debutó en la escena musical en 2015 con el grupo femenino Twice.

## Carrera

### 2015-presente:Sixteen, Twice y debut en solitario
El 11 de febrero de 2015, J.Y. Park anunció que la formación del nuevo grupo de chicas de la compañía se elegiría a través del reality show de Mnet, Sixteen. El show terminó el 5 de mayo, cuando Chaeyoung fue anunciada como una de las nueve ganadoras del show, quedando en sexta posición.
Twice está compuesto por nueve chicas: las surcoreanas Nayeon, Chaeyoung, Jihyo, Jeongyeon y Dahyun, las japonesas Momo, Sana y Mina y la taiwanesa Tzuyu. El grupo debutó el 20 de octubre de 2015 con el lanzamiento de la obra extendida The Story Begins, junto con el sencillo «Like Ooh-Ahh». El grupo realizó una actuación en vivo el mismo día, donde presentaron todas las canciones del EP. El videoclip de la canción alcanzó 100 millones de vistas en YouTube en los cinco meses siguientes a su debut y se convirtió en uno de los vídeos de debut más vistos de cualquier grupo de k-pop.
En junio de 2025, JYP confirmó un reporte acerca del debut como solista de Chaeyoung, declarando que la cantante está «preparando un álbum». El 8 de agosto fue anunciado el primer álbum de estudio de Chaeyoung, que será publicado el 12 de septiembre. Cuatro días después, fue revelado que el álbum se titularía Lil Fantasy Vol. 1.

## Vida personal

### Controversia con camisetas
El 18 de marzo de 2023, durante la promoción de «Set Me Free», Chaeyoung apareció en el programa televisivo surcoreano Show! Music Core utilizando una camiseta con estampado de QAnon, una teoría conspirativa estadounidense de extrema derecha. La camiseta consistía de una Q con el diseño de la bandera estadounidense y el texto «We Go All», un eslogan prominente entre los creyentes de la teoría. Tres días después, el 21 de marzo, la cantante publicó una foto en Instagram donde se le podía ver usando una camiseta con lo que la gente supuso era simbología nazi. La camiseta tenía específicamente una imagen de Sid Vicious, bajista de Sex Pistols, utilizando una esvástica, idéntica a la usada en la Alemania nazi. Pese a no ser la misma esvástica, Chaeyoung finalmente eliminó la publicación y pidió disculpas.

## Discografía

### Álbumes de estudio
| Título             | Detalles                                                                                                 | Mejor posición | Ventas    |
| Título             | Detalles                                                                                                 | COR            | Ventas    |
| ------------------ | --- | -------------- | --------- |
| Lil Fantasy Vol. 1 | - Lanzamiento: 12 de septiembre de 2025 - Discográfica: JYP, Republic - Formatos: CD, digital, streaming | Pendiente      | Pendiente |

### Sencillos
| Título                                               | Año  | Mejor posición | Álbum                                                 |
| Título                                               | Año  | COR            | Álbum                                                 |
| ---------------------------------------------------- | ---- | -------------- | ----------------------------------------------------- |
| «Pop Star» (remezcla) (junto con Coco & Clair Clair) | 2023 | —              | Sexy (Deluxe Edition)                                 |
| «Takedown» (junto con Jeongyeon y Jihyo)             | 2025 | 38             | KPop Demon Hunters (Soundtrack from the Netflix Film) |

### Créditos de composición
Todos los créditos son adaptados de la base de datos de la Korea Music Copyright Association, a menos que se indique otra referencia.
| Título                             | Año  | Artista                        | Álbum                   | Letra | Composición |
| ---------------------------------- | ---- | ------------------------------ | ----------------------- | ----- | ----------- |
| «Precious Love» (소중한 사랑)      | 2016 | Twice                          | Page Two                | Yes   | No          |
| «Eye Eye Eyes»                     | 2017 | Twice                          | Signal                  | Yes   | No          |
| «Don't Give Up» (힘내!)            | 2017 | Twice                          | Twicetagram             | Yes   | No          |
| «Missing You»                      | 2017 | Twice                          | Twicetagram             | Yes   | No          |
| «Sweet Talker»                     | 2018 | Twice                          | What Is Love?           | Yes   | No          |
| «Young & Wild»                     | 2018 | Twice                          | Yes or Yes              | Yes   | No          |
| «Strawberry»                       | 2019 | Twice                          | Fancy You               | Yes   | No          |
| «21:29»                            | 2019 | Twice                          | Feel Special            | Yes   | No          |
| «How U Doin'»                      | 2019 | Twice                          | &Twice                  | Yes   | Yes         |
| «Sweet Summer Day»                 | 2020 | Twice                          | More & More             | Yes   | No          |
| «Handle It»                        | 2020 | Twice                          | Eyes Wide Open          | Yes   | No          |
| «The Feels» (versión en coreano)   | 2021 | Twice                          | Formula of Love: O+T=<3 | Yes   | No          |
| «Celebrate»                        | 2022 | Twice                          | Celebrate               | Yes   | No          |
| «Basics»                           | 2022 | Twice                          | Between 1&2             | Yes   | No          |
| «My Guitar» (내기타)               | 2023 | Chaeyoung                      | Sin álbum               | Yes   | Yes         |
| «Pop Star» (remezcla de Chaeyoung) | 2023 | Coco & Clair Clair y Chaeyoung | Sexy (Deluxe Edition)   | Yes   | Yes         |
| «Rush»                             | 2024 | Twice                          | With You-th             | Yes   | No          |

## Filmografía

### Documental
| Año  | Título                 | Personaje | Nota(s)                   |
| ---- | ---------------------- | --------- | ------------------------- |
| 2017 | Twiceland              | Principal | Filme documental de Twice |
| 2020 | Twice: Seize the Light | Principal | Serie documental de Twice |

### Programas de televisión
| Año  | Título      | Canal | Rol                    | Nota(s)                                       |
| ---- | ----------- | ----- | ---------------------- | --------------------------------------------- |
| 2015 | Sixteen     | Mnet  | Concursante            | Programa de sobrevivencia para formar Twice.  |
| 2019 | Battle Trip | KBS   | Planificadora de viaje | Episodios 141 y 142 junto con Tzuyu y Dahyun. |